# Законодавство
Зако́нода́вство — система  нормативно-правових актів, які регулюють суспільні відносини в державі.

## Загальна характеристика
У вузькому значенні під терміном «законодавство» розуміють систему законів України, що формується Верховною Радою України як єдиним органом законодавчої влади. До цієї категорії також належать міжнародні договори, згода на обов'язковість яких надана Верховною Радою України шляхом прийняття закону про ратифікацію відповідного договору (ст. 9 Конституції України).
У широкому значенні під терміном «законодавство» розуміють систему законів та інших нормативних актів, що приймаються Верховною Радою України та вищими органами виконавчої влади, — постанови Верховної Ради, укази Президента України, постанови і декрети Кабінету Міністрів України. Ці акти розвивають, конкретизують відповідні закони і не мають їм суперечити. Юридична сила таких нормативних актів визначається компетенцією державного органу, який приймає відповідні акти.
У найширшому значенні під терміном «законодавство» розуміють систему законів і постанов Верховної Ради України, указів Президента України, постанов, декретів і розпоряджень Кабінету Міністрів України, а також нормативних актів міністерств і відомств, місцевих рад та місцевих державних адміністрацій.
Конституційним Судом України у справі за конституційним зверненням Київської міської ради професійних спілок щодо офіційного тлумачення ч. 3 ст.21 КЗпП України від 9 липня 1998 р. № 12-рп/98) було дано офіційне тлумачення терміна «законодавство». Так, Конституційний Суд України дійшов висновку, що термін «законодавство», який вживається в ч. 3 ст. 21 Кодексу законів про працю України щодо визначення сфери застосування контракту як особливої форми трудового договору, потрібно розуміти так, що ним охоплюються закони України, чинні міжнародні договори України, згода на обов'язковість яких надана Верховною Радою України, а також постанови Верховної Ради України, укази Президента України, декрети і постанови Кабінету Міністрів України, прийняті в межах їх повноважень та відповідно до Конституції України і законів України. Тобто Конституційний Суд України фактично став на позицію тлумачення поняття «законодавство» у широкому значенні.
За своєю юридичною силою законодавчі норми поділяються на такі рівні:
- конституційні норми (норми найвищої юридичної сили);
- норми, викладені в рішеннях Конституційного Суду України;
- норми ратифікованих Україною міжнародних правових актів;
- правотворчі  рішення Європейського суду з прав людини;
- норми інших законів.

Норми правових актів меншої юридичної сили мають відповідати нормам правових актів більшої юридичної сили, в іншому випадку не підлягають застосуванню. Так, суд не може застосувати закон, який регулює правовідносини, що розглядаються, інакше як міжнародний договір. Водночас, міжнародні договори застосовуються, якщо вони не суперечать Конституції України.
Згідно зі ст. 8 Конституції України в Україні діє принцип верховенства права, норми Конституції України є нормами найвищої юридичної сили та прямої дії.
Відповідно до ст. 147 Конституції України «Конституційний Суд України вирішує питання про відповідність Конституції України законів України.
Згідно зі ст. 22 Конституції України при прийнятті нових законів або внесення змін до чинного законодавства не допускається звуження змісту та обсягу існуючих прав і свобод людини.
«Закони та інші акти за рішенням Конституційного Суду України визнаються неконституційними повністю чи в окремій частині, якщо вони не відповідають Конституції України або якщо була порушена встановлена Конституцією України процедура їх розгляду, ухвалення або набрання ними чинності. Закони, інші акти або їх окремі положення, що визнані неконституційними, втрачають чинність з дня ухвалення Конституційним Судом України рішення про їх неконституційність, якщо інше не встановлено самим рішенням, але не раніше дня його ухвалення. Матеріальна чи моральна шкода, завдана фізичним або юридичним особам актами і діями, що визнані неконституційними, відшкодовується державою у встановленому законом порядку» (ст. 152 Конституції України).
У разі невизначеності в питанні про те, чи відповідає Конституції України застосований закон або закон, який підлягає застосуванню в конкретній справі, суд за клопотанням учасників процесу або за власною ініціативою зупиняє розгляд справи і звертається з мотивованою ухвалою (постановою) до Верховного Суду України, який відповідно до ст. 150 Конституції може порушувати перед Конституційним Судом України питання про відповідність Конституції законів та інших нормативно-правових актів.
Відповідно до ст. 9 Конституції України чинні міжнародні договори, згода на обов’язковість яких надана Верховною Радою України, є частиною національного законодавства України,  міжнародні договори застосовуються, якщо вони не суперечать Конституції України. 
Законом України «Про виконання рішень та застосування практики Європейського суду з прав людини» від 23 лютого 2006 року визначені фундаментальні для правової системи України положення: суди мають застосовувати при розгляді справ практику Європейського суду з прав людини  як джерело права (ст. 17); законодавчий орган держави (орган представництва) має здійснювати експертизу та перевірку чинних законів і підзаконних актів на відповідність Конвенції та практиці Європейського суду з прав людини  (ст. 19).
Роз’яснення Верховного Суду України, накази Генерального прокурора України, інструкції Міністерства внутрішніх справ України та Міністерства юстиції України належать до актів, що можуть давати тлумачення законодавчих норм та викладати рекомендації щодо оптимальнішого і доцільнішого порядку їх застосування.

## Система законодавства
Система законодавства — це сукупність усіх чинних впорядкованих нормативно-правових актів даної держави.
У системі законодавства тих або інших держав можна розрізняти, наприклад:
- галузеве законодавство, тобто однойменне з галузями права, що збігається з ними за предметом правового регулювання, наприклад, карне, трудове тощо;
- комплексне законодавство, тобто таке, яке містить норми різних галузей права: карного, адміністративного, цивільного, наприклад, екологічне законодавство;
- загальнофедеральне законодавство й законодавство суб'єктів федерації (у федераціях);
- законодавство автономії (якщо вищий представницький орган автономії у праві приймати закони);
- конституційне й інше законодавство, закони й підзаконні акти (за юридичною чинністю).

Структура системи законодавства — це внутрішній підрозділ законодавства на відносно відособлені групи нормативно-правових актів.
Структура системи законодавства (її внутрішня будова):
- галузева («горизонтальна») — галузеве законодавство (трудове, цивільне, карне законодавство тощо), тобто в системі законодавства підсистеми нормативних актів розрізняються за предметом правового регулювання (наприклад, предмет регулювання трудового законодавства — трудові відносини, а також відносини, тісно пов'язані із трудовими);
- ієрархічна («вертикальна») — закони й підзаконні акти, тобто в системі законодавства підсистеми нормативних актів (закони, підзаконні акти) розрізняються за юридичною чинністю.

Різновидом ієрархічної структури є ієрархічна структура законодавства у федеративній державі, т. зв. «федеративна структура законодавства» — федеральне законодавство й законодавство суб'єктів федерації.